# Monopile

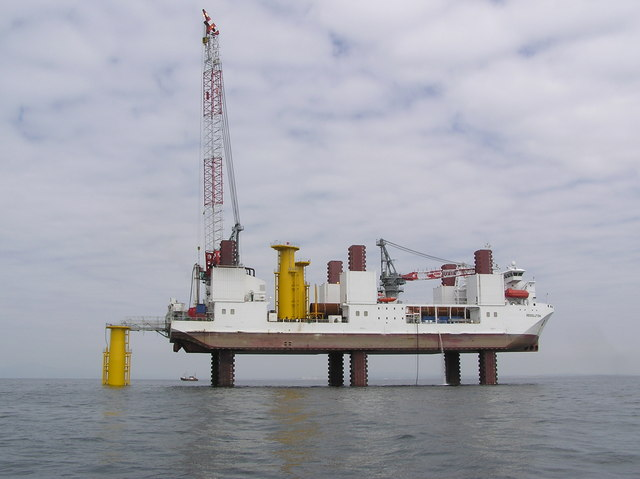
Errichterschiff an einem fertiggestellten Monopile. Auf dem Schiff stehen die korrosionsgeschützten, oberen Spitzen der Monopiles (gelb beschichtet), liegend sind die eigentlichen Pfähle (braun vom oberflächlichen Rost) erkennbar.

Als Monopile ([ˈmɒnəʊ paɪl]; zusammengesetzt aus dem griechischen Wort mónos für „allein“, „einzig“, „ein“ und dem englischen Wort pile für „Pfahl“) wird im Bauwesen eine Form der Gründung für Offshorebauwerke bezeichnet. Hauptsächlich zum Einsatz kommen Monopiles beim Bau von Offshore-Windkraftanlagen in flachen Gewässern.
Sie konkurrieren mit verschiedenen anderen Gründungsmethoden, die unter Offshorebauwerk#Gründung zusammengefasst sind.
In der deutschen Nord- und Ostsee werden zu über 90 Prozent Monopile-Fundamente für den Bau von Offshore-Windparks eingesetzt.

## Eigenschaften

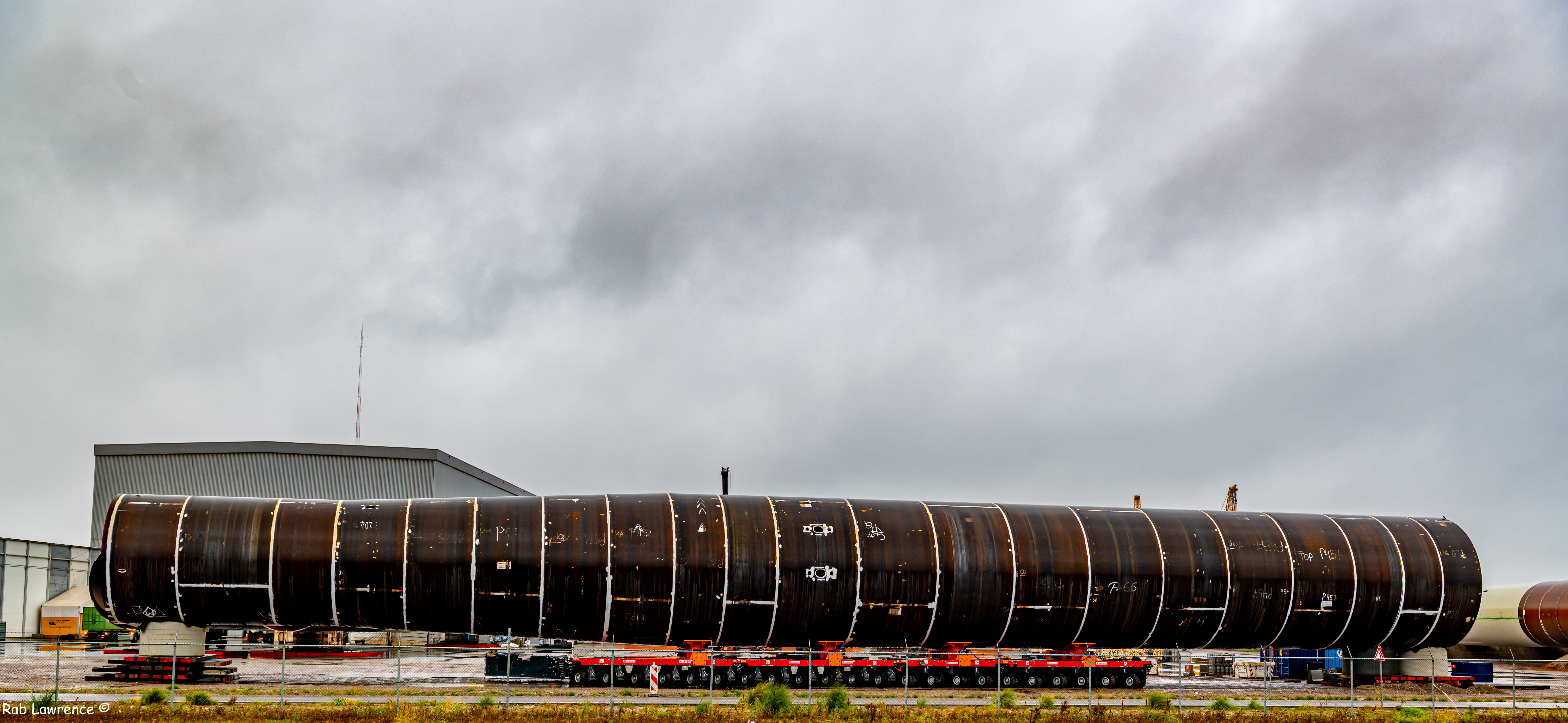
Liegendes, unbehandeltes Monopile

Eine Gründung mit einem Monopile besteht, entsprechend dem Namen, aus einem einzelnen, runden Stahlpfahl, der von einem Errichterschiff oder einer Hubinsel aus in den Meeresboden gerammt wird und dessen oberes Ende aus der Wasseroberfläche herausragt. Die Schlankheit und Einfachheit der Konstruktion ist auf der einen Seite vorteilhaft, da Herstellung und Transport eines Gründungselements sehr kostengünstig und platzsparend erfolgen kann. Zudem ist der Eingriff in den Meeresboden auf eine sehr kleine Fläche beschränkt, was die Vorarbeiten auf ein Minimum reduziert. Auch ein möglicherweise nötiger Kolkschutz aus Schüttsteinen ist einfach herzustellen. Auf der anderen Seite begrenzt die Schlankheit die maximal mögliche Länge. Monopiles kamen deshalb zunächst nur bis zu einer Wassertiefe von rund 20 m zum Einsatz, wobei die Entwicklung größerer Monopiles weiter vorangetrieben wurde.
Um eine sichere Verankerung zu gewährleisten, muss der Pfahl in der Regel mindestens mit der Hälfte seiner Länge in den Boden einbinden, sodass Rohre mit über 40 m Länge verwendet werden. Über die gesamte Länge dürfen keine größeren Steinhindernisse im Boden vorhanden sein, was den Einsatz auf sandige, nicht felsige Böden beschränkt.
Die Durchmesser von Monopiles liegen im Bereich von mehreren Metern. 2003 lag der ausführungstechnisch bedingte Maximaldurchmesser noch bei 5 m, 2013 konnten schon Pfähle mit einem Durchmesser von 6 m erfolgreich gerammt werden – Ende 2016 sind es schon bis zu 8 m –, wodurch sich der Einsatz auf Gebiete mit bis zu 35 m Wassertiefe erweitert. Die reine Installation eines Monopiles dauert dabei nur etwa zwei Stunden. Stand März 2022 betrug der Durchmesser der Stahlrohre bereits 10 Meter und neue Anlagengenerationen werden bereits mit 12 Metern geplant, um in Wassertiefen bis 50 Meter eingesetzt zu werden.

## Installation

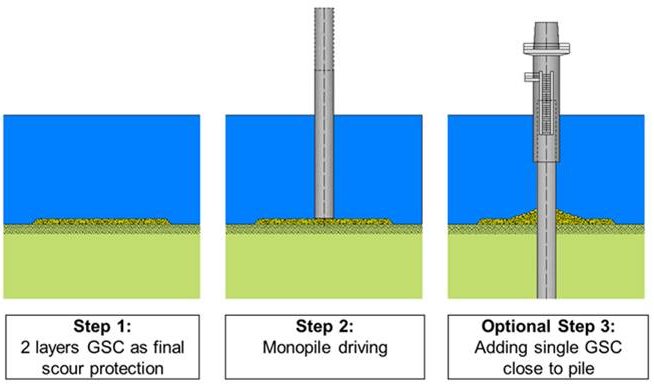
Schema eines Monopiles im Meeresboden

Um eine Störung von Meerestieren durch die Geräusche im Wasser beim Einrammen zu reduzieren, werden Blasenschleier eingesetzt, die den in den Rohren erzeugten Schall brechen und den Lärm vermindern. Im Vergleich zum Schlagrammen wird das Vibrationsrammen getestet, das neben der Lärmminderung geringere Ermüdungserscheinungen bei den Pfählen sowie schnelleres und kostengünstigeres Rammen verspricht. Die Technik kommt erstmals beim Bau des Offshore-Windparks Kaskasi zum Einsatz.
Eine andere Möglichkeit zur Einbringung der Gründungspfähle ist das Einspülen. Dazu wurde ein spezielles Spülverfahren zur Installation von Offshore-Fundamenten (SIOF) entwickelt.
Eine Möglichkeit zur Stabilisierung von Monopiles in tiefen Gewässern ist die seitliche Abspannung mit Stahlseilen oder -ketten. Die Konstruktion verliert dadurch allerdings den Vorteil der schnellen Errichtung und stellt ein nicht sichtbares Hindernis für die Schifffahrt dar.